# Santiago (San Rafael)
Santiago è un distretto della Costa Rica facente parte del cantone di San Rafael, nella provincia di Heredia.
Santiago comprende tre rioni (barrios):
- Jardines de Roma
- Jardines Universitarios
- Suiza